# Iksan
Iksan (/iksɑ̃/ ; en coréen : 익산 ; RR : Iksan) est une ville de la Corée du Sud, dans la province du Jeolla du Nord.
La ville est un carrefour ferroviaire majeur de la province. Elle s'appelaient autrefois « Iri » (hangeul : 이리시 ; hanja : 裡里市 ; RR : Iri-si), mais a fusionné en 1995 avec le comté d'Iksan (Iksan-gun).

## Histoire
Iksan était autrefois la capitale de l'ancien royaume de Baekje. Les temples construits à cette époque sont toujours visible de nos jours.
La ville a toujours été un important carrefour dans le domaine des transports. Après l'explosion de la gare d'Iri en 1977, Iksan a connu un déclin. Cependant, la gare de la ville a été reconstruite et est devenue le croisement des trois lignes ferroviaires (Ligne Honam, Jeolla, Janghang). Elle est desservit désormais par les trains KTX et Saemaul.

## Géographie
Iksan est située sur les plaines d'Okgu et de Keumman, qui débouche sur la mer Jaune. À proximité direct de la mer, Iksan a longtemps servi de centre logistique pour le transit de marchandise.

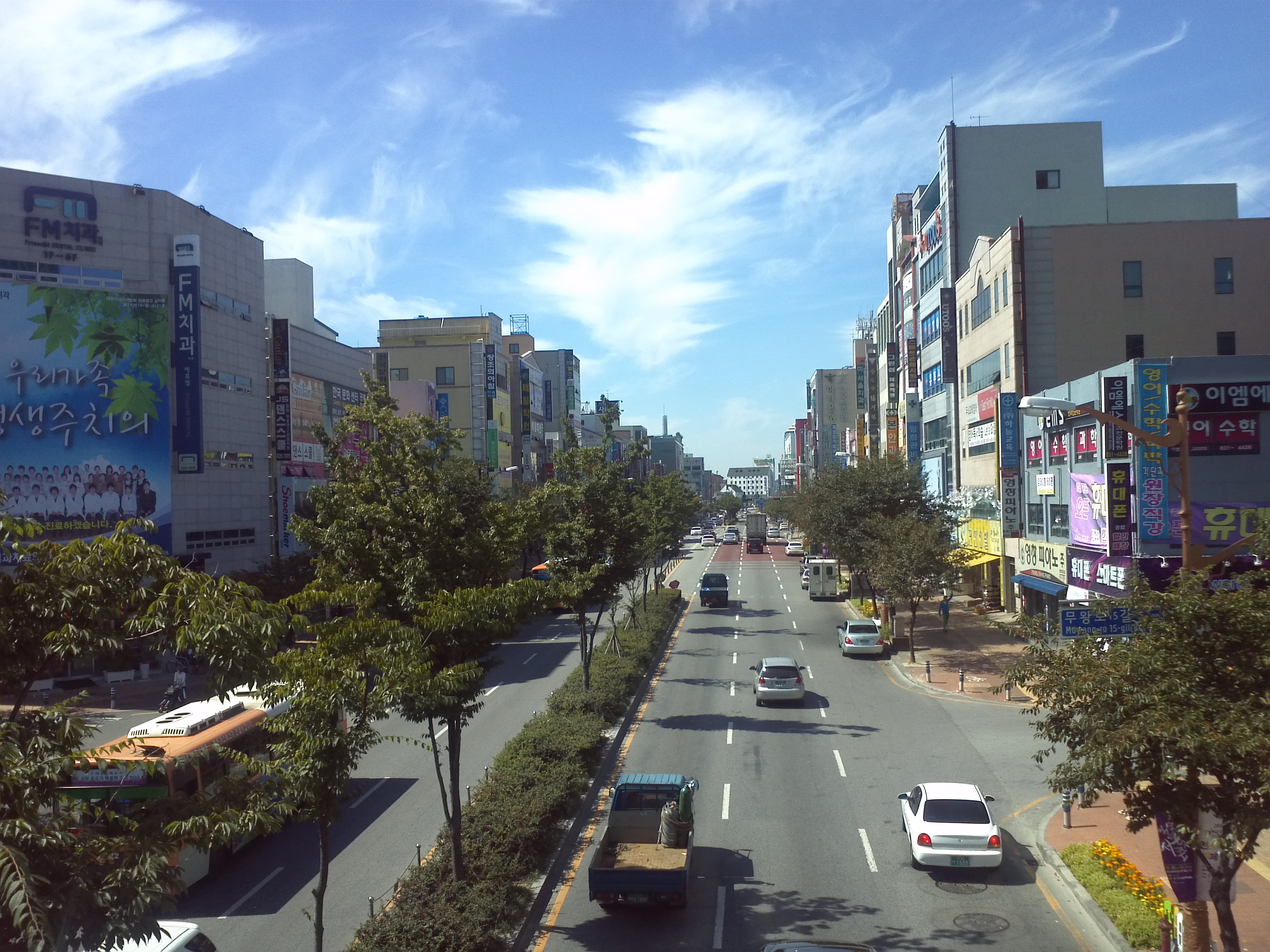
Route principale de Yeongdeung-dong

La ville se situe au nord-ouest du Jeolla du Sud. À l'est se dresse les monts Cheonho et Mireuk au pied des monts Noryeong. Au nord-ouest, la chaîne du mont Hamra forme à une série de collines. À l'ouest, se trouve un grand ruisseau qui a formé la plaine fertile d'Okgu. Iksan borde les districts de Nonsan et Buyeo, dans le Chuncheongnam du Sud. Elle est traversée par le fleuve Kum au nord, et au sud fait face aux plaines de Kimje, traversées par le Mankyeonggang.

## Jumelages
- Culver City (États-Unis)
- Odense (Danemark)
- Zhenjiang (Chine)
- Bungo-ōno (Japon) depuis 2005

## Personnalités liées à la ville
- Birdie Kim, Golfeuse de la LPGA
- Sunmi (née le 2 mai 1992) membre du girl group Wonder Girls.
- Jeongseung (née Park Jeong Seung le 20 mai 2002) membre du boy group D-Crunch.
- Baekah (née Kim Su A le 24 octobre 1999) membre du girl group NeonPunch.
- Dino (née Lee Chan le 11 février 1999) membre du boy group Seventeen.
- Park Jeong-woo (née le 28 septembre 2004) membre du boy group Treasure.
- So Jung hwan (née le 18 février 2005) membre du boy group Treasure.